# نشان گل داوودی

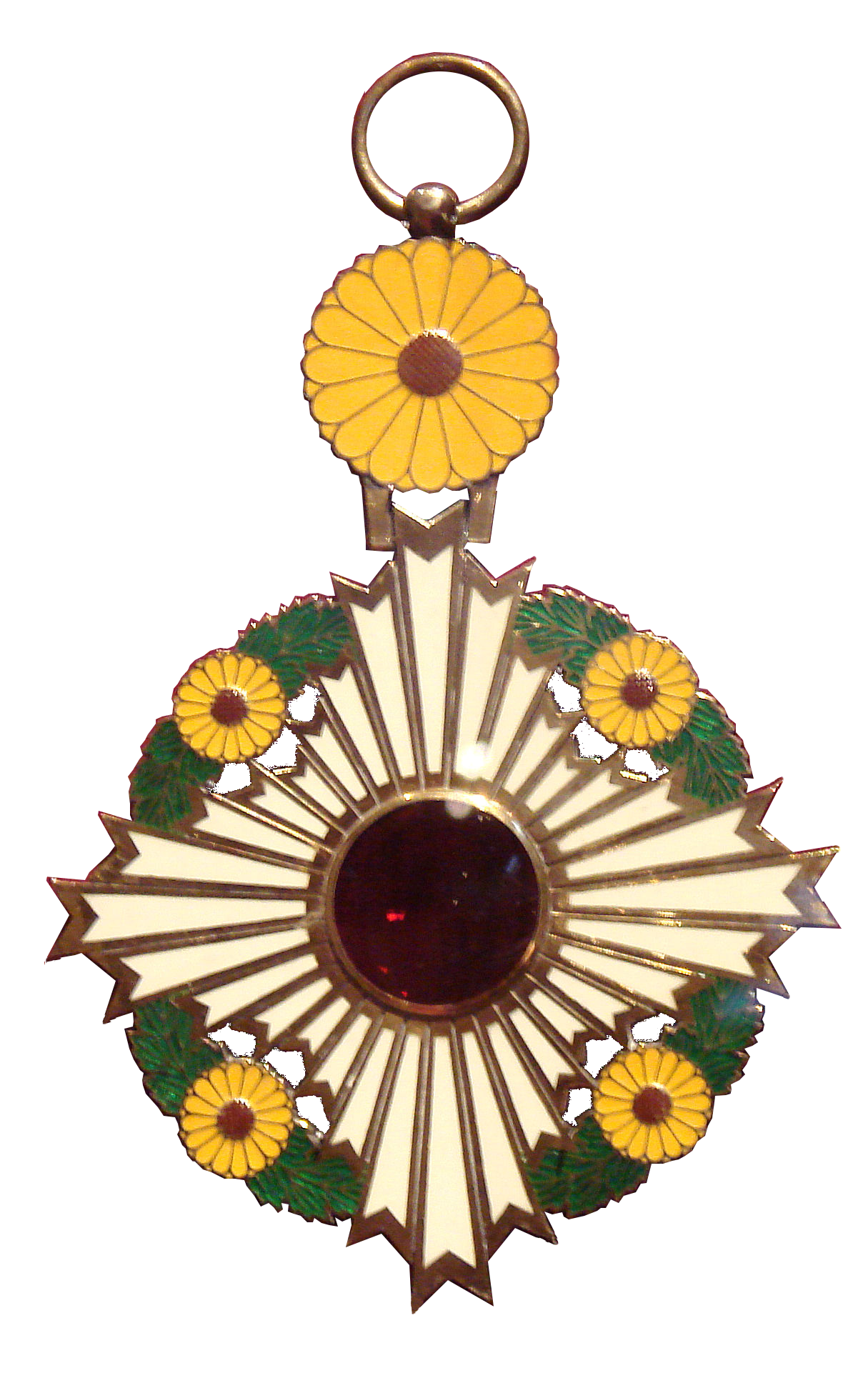
نشان گل داودی

نشان عالی گل داودی  بالاترین نشان سلطنتی ژاپن است. این نشان در سال ۱۸۷۶ و در دورهٔ امپراتور میجی در یک درجه ایجاد گردید.
نشان شامل یک گردنبند طلایی، مدال و یک ستاره که روی سینه نصب می‌شود است.

## برخی از دریافت‌کنندگان نشان
- دوایت آیزنهاور[۱]
- محمدرضاشاه پهلوی
- رونالد ریگان[۲]
- سلمان بن عبدالعزیز آل سعود[۳]